# زاوية طرفاية
زاوية طرفاية هي زاوِيَّةٌ دينيَّةٌ وعلميةٌ تاريخيَّةٌ أسَّسَها الشيخ مربيه ربه بن ماء العينين القلقمي عام 1941م بمدينة طرفاية، عقب انتهائه من مقاومة الاستعمار الأوروبيَّ بمنطقتيْ الصحراء المغربية وسوس سنة 1934م.

## تاريخ
بعد أن حاصرت القوات المستعمرة مربيه ربه في كردوس، قرر الذهاب إلى مدينة طرفاية رفقة شيوخ المنطقة وبعض أتباعه، حيث وصل إلى المدينة صباح الخميس 13 مارس 1934م. وبعد أن ذاع صيته بين أوساط الفقهاء والعلماء، وكُثِر أتباعه بحكم مكانته العلمية وقيادته العسكرية ضد المستعمر رُفقة أبيه الشيخ ماء العينين وأخيه أحمد الهيبة مثل معركة سيدي بوعثمان سنة 1912م. قرر بناء زاوية دينية، والتي سماها زاوية طرفاية لتجميع طلبة العلم والفقهاء، واكتمل بناؤها عام1941م.

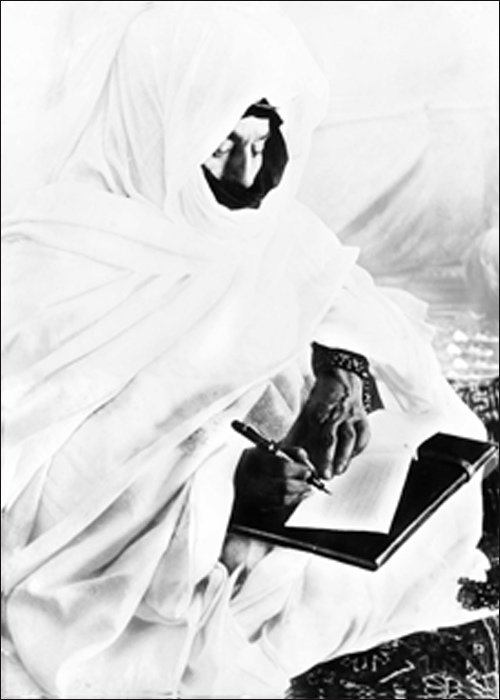
الشيخ مربيه ربه بمدينة طرفاية سنة 1939م

وبعدما كثر السكان بمدينة طرفاية، عقد العزم على بناء مسجد تصلى فيه الصلوات الخمس عام 1937، سمي بعد ذلك بالمسجد العتيق، وعين محمد محمود (1876-1972م) إماما للمسجد، وبجانب زاويته توجد خيام يسكنها تلامذته وأتباعه؛ وإذ خصص زاويته وخيامها مأوى ومحلا العفات والأرامل، والأقارب والأجانب التي يحسبها الجاهل بها من أهل البلد لطول إقامتها رغبة في الإقامة بلا نهاية. وقد لعبت الزاوية دورا مهما في نشر العلم والتربية الدينية في خضم افتقار تام للمدارس العلمية والدينية بالمنطقة.